# Scotts Head (Dominica)

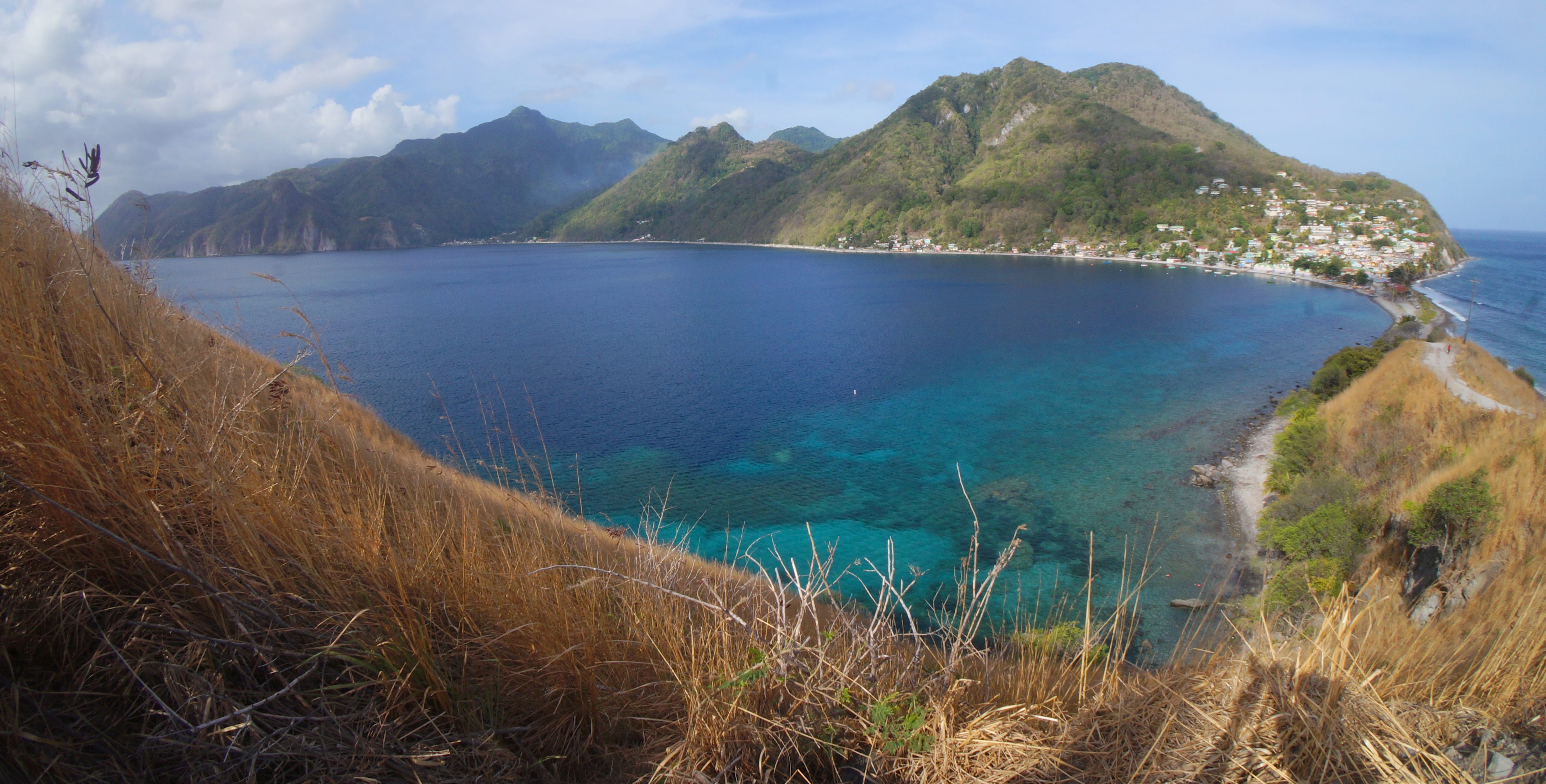
Die Siedlung Scotts Head gesehen von der Halbinsel Scotts Head

Scotts Head ist eine Siedlung an der Südwestküste von Dominica, im Parish Saint Mark (⊙) und der Name einer Halbinsel (tied island) am äußersten Südwesten von Dominica. Die Halbinsel ist auch namengebend für das umliegende Soufrière Scotts Head Marine Reserve.

## Geographie
Der Ort liegt an der äußersten Südwestspitze von Dominica. Er schmiegt sich an den Fuß des Morne Crabier. Ein schmaler Damm verbindet die Halbinsel mit dem Festland und zusammen bilden die Berge die Außenlinie des größeren Kraters von Soufrière, der sich nach Westen zum Karibischen Meer hin öffnet.
Der Ort selbst ist hauptsächlich ein Fischerdorf und überblickt Soufrière Bay, ein Meeresgebiet, dass als Soufrière Scotts Head Marine Reserve unter Schutz steht und ein beliebtes Ziel für Tauchtouristen bildet.
Der Name der Halbinsel in der Sprache der Insel-Kariben (Igneri) lautet Cachacrou, was wörtlich übersetzt soviel heißt wie „Hut, der angefressen ist“; dies ist möglicherweise eine Anspielung auf das Zusammenstoßen von Karibischer See von Norden und des Atlantik von Süden.
Der Leuchtturm ist eine einfache Metallkonstruktion auf einer Betonbasis. Das Licht ist über 31,5 km weit zu sehen.

## Geschichte

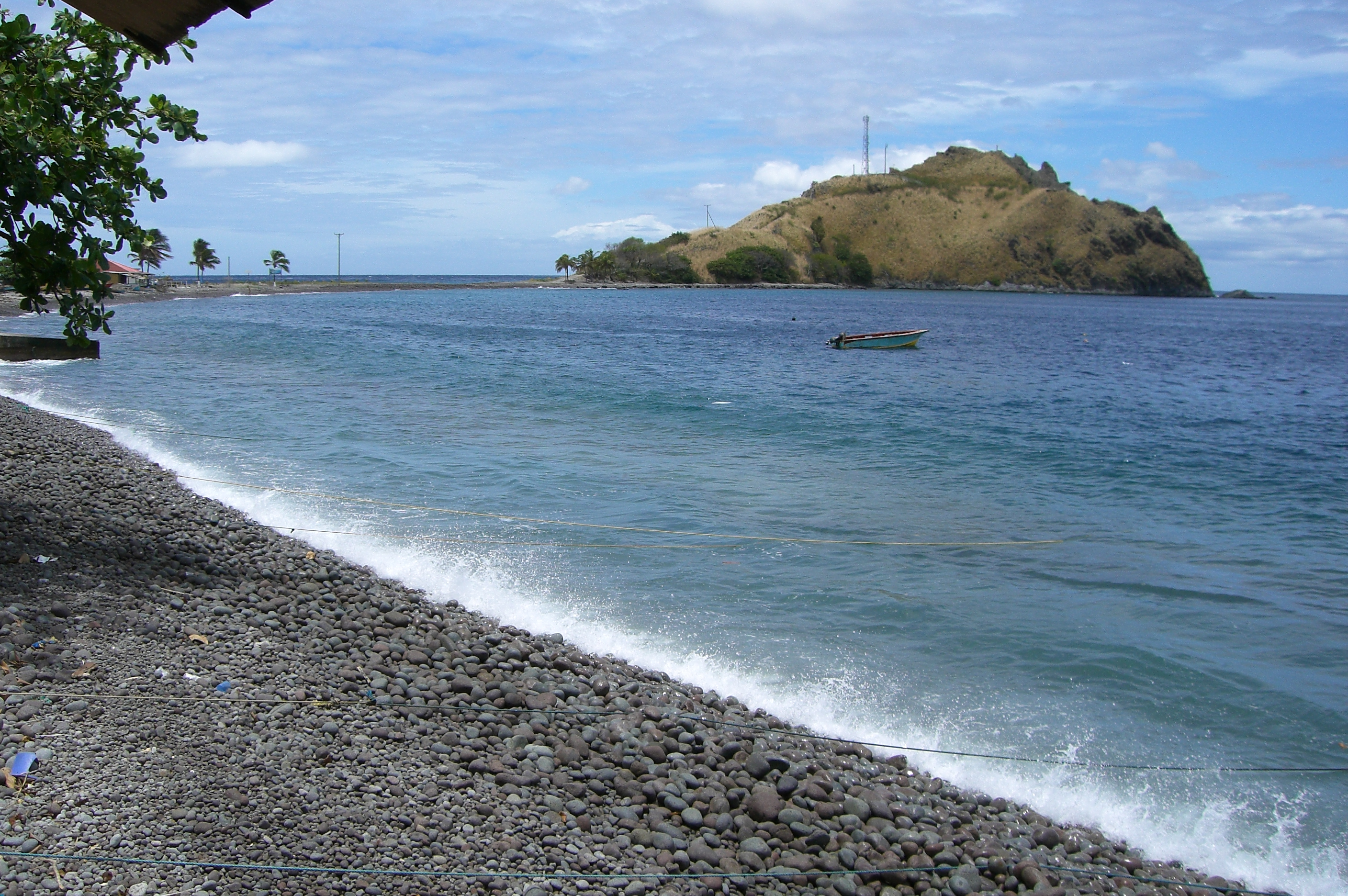
Die Halbinsel Scotts Head (Cachacrou) vom Ufer der Soufrière Bay (Scott’s Head Village)

Scotts Head erhielt seinen Namen von Colonel George Scott, der mit der britischen Invasionstruppe nach Dominica kam, welche die Insel 1761 von den Franzosen eroberte, und wurde Lieutenant Governor von Dominica von 1764 bis 1767. Scott veranlasste den Bau eines Forts auf der Halbinsel; heute ist der Großteil dieser Befestigungen von den Klippen gestürzt, einige Ruinenteile blieben jedoch bisher erhalten, unter anderem eine kleine Kanone.
Als die Franzosen 1778 Dominica erneut eroberten (Invasion in Dominica 1778), war das Fort auf Scotts Head der erste Landungs- und Schlachtpunkt. In Voraussicht der Invasion besuchten die französischen Bewohner von Dominica die britischen Truppen beim Fort am 6. September, machten sie betrunken und verstopften die Kanonen mit Sand. Die französische Flotte segelte zwischen drei und vier Uhr am 7. September von Martinique heran. Als die Franzosen das Fort am Morgen stürmten, wurden die Briten im Überraschungsangriff überrumpelt. Sobald das Fort erobert war, feuerten die Franzosen ein Signal ab, wodurch selbst die Einwohner von Roseau im Norden von der Invasion Kenntnis erhielten.

## Kultur
Der Ort Scotts Head veranstaltet ein jährliches Ortsfest zu Ehren des Heiligen Petrus im Juni/Juli.